# Алту-душ-Моїньюш (станція метро)
38°44′59″ пн. ш. 9°10′48.50″ зх. д. / 38.74972° пн. ш. 9.1801389° зх. д.
А́лту-душ-Мої́ньюш (порт. Alto dos Moinhos) — станція Лісабонського метрополітену. Знаходиться у західній частині міста Лісабона в Португалії. Розташована на Синій лінії (або Чайки), між станціями «Колежіу-Мілітар/Луж» та «Ларанжейраш». Станція берегового типу, мілкого закладення. Введена в експлуатацію 14 жовтня 1988 року . Належить до першої зони Синьої лінії, вартість проїзду в межах якої становить 0,75 євро. Назва станції у дослівному перекладі з португальської мови означає «пагорб, на якому знаходяться млини». Поруч зі станцією розміщений футбольний стадіон «Луж».

## Опис
Архітектура станції має багато спільного з архітектурою станції «Ларанжейраш» (були відкриті в один і той же день в рамках розширення Синьої лінії у західному напрямі). Архітектор — Ezequiel Nicolau, художні роботи виконав — Júlio Pomar, який за основу декорації використав графічні зображення видатних діячів португальського суспільства (поетів, мореплавців тощо) у синіх тонах, що розміщені на облицювальній плитці, утворюючи композиції у вестибюлі, на стінах та торцевій частині станції. Станція має центральний вестибюль підземного типу, що має два виходи на поверхню. Усередині станції знаходиться Музей Музики. На станції заставлено тактильне покриття. 

## Режим роботи[4]
Відправлення першого поїзду відбувається з кінцевих станцій лінії:
- ст. «Амадора-Еште» — 06:30
- ст. «Санта-Аполонія» — 06:30

Відправлення останнього поїзду відбувається з кінцевих станцій лінії:
- ст. «Амадора-Еште» — 01:00
- ст. «Санта-Аполонія» — 01:00

## Галерея зображень

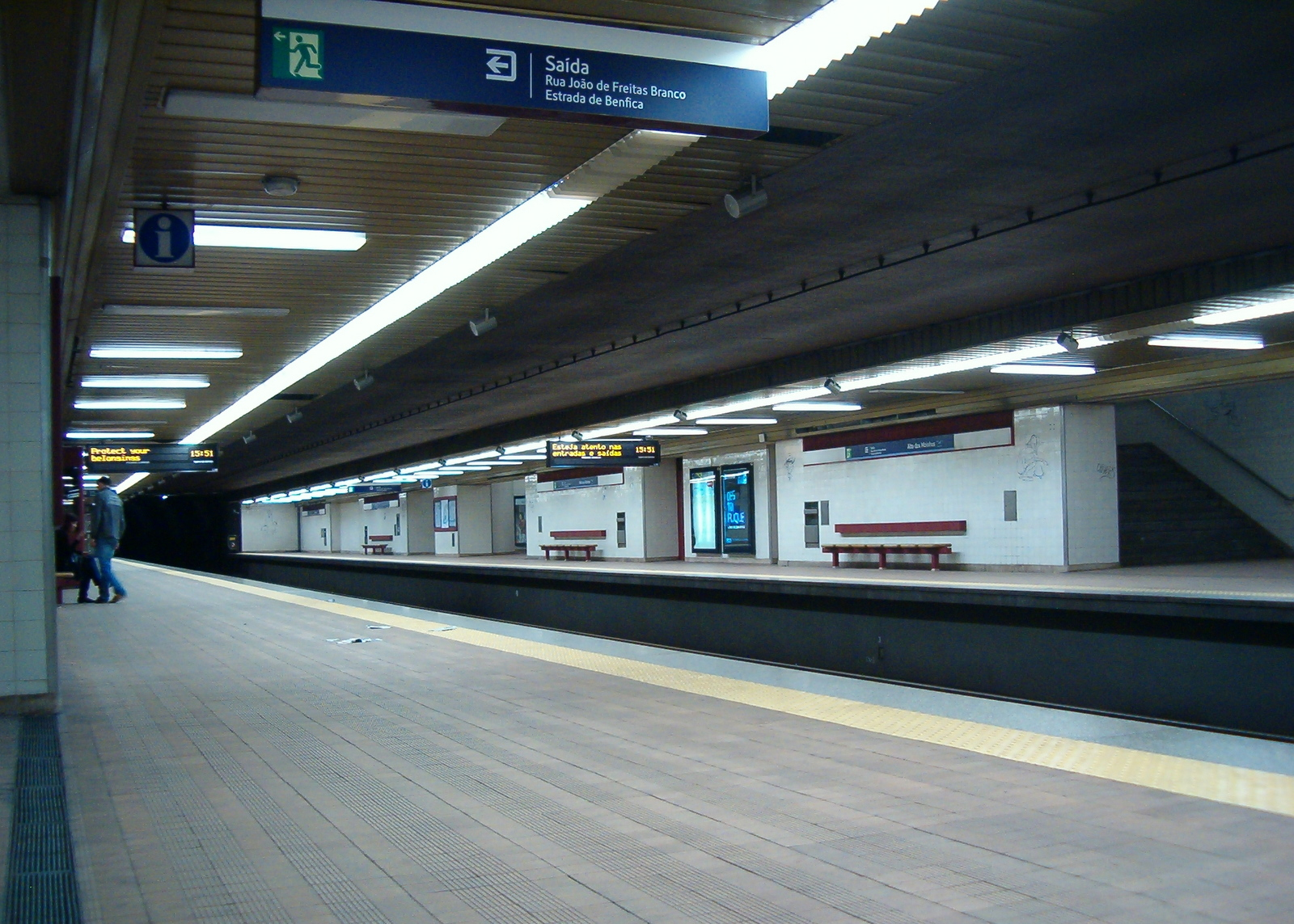
Посадочні платформи
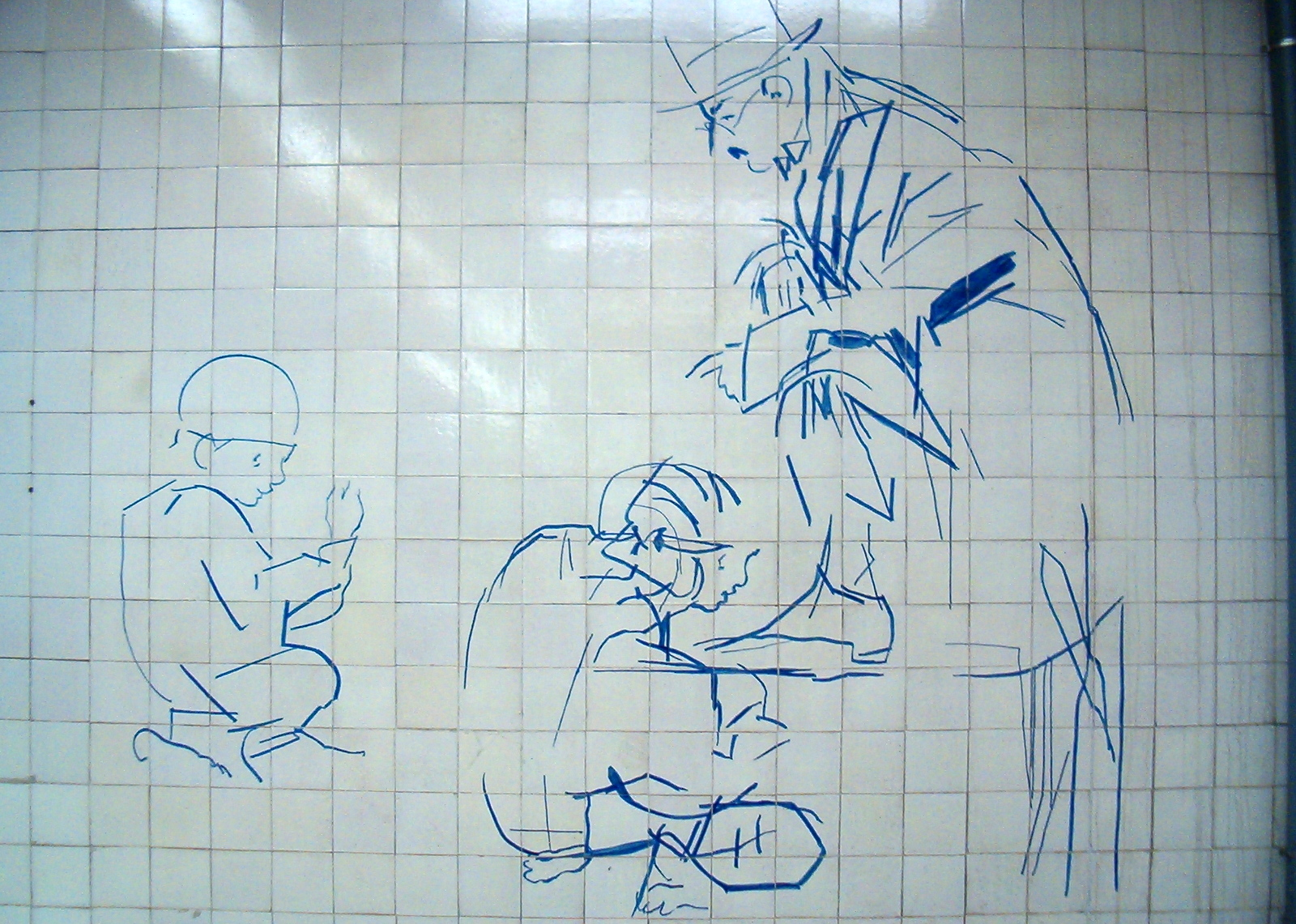
Декорація стін
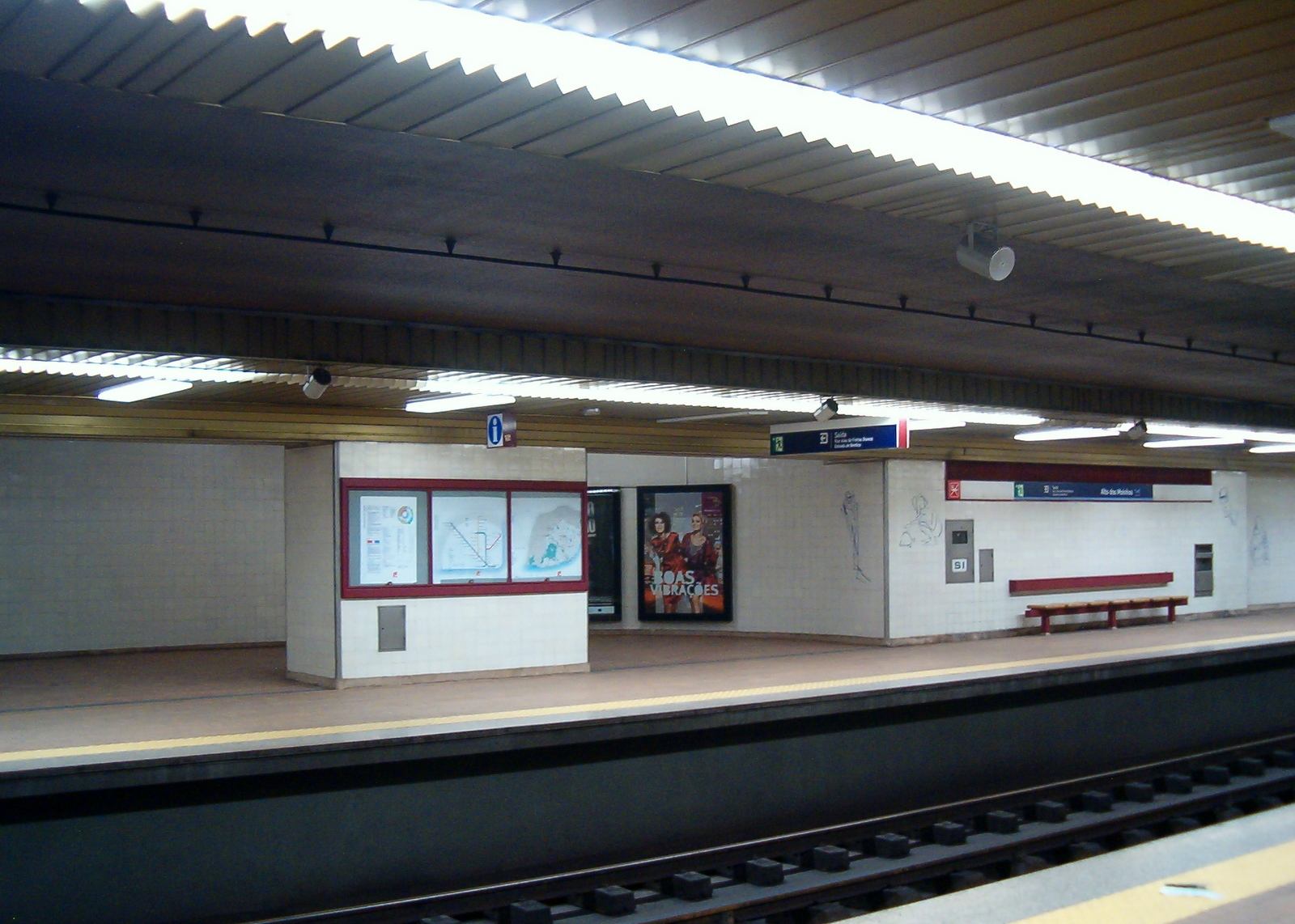
Посадочна платформа
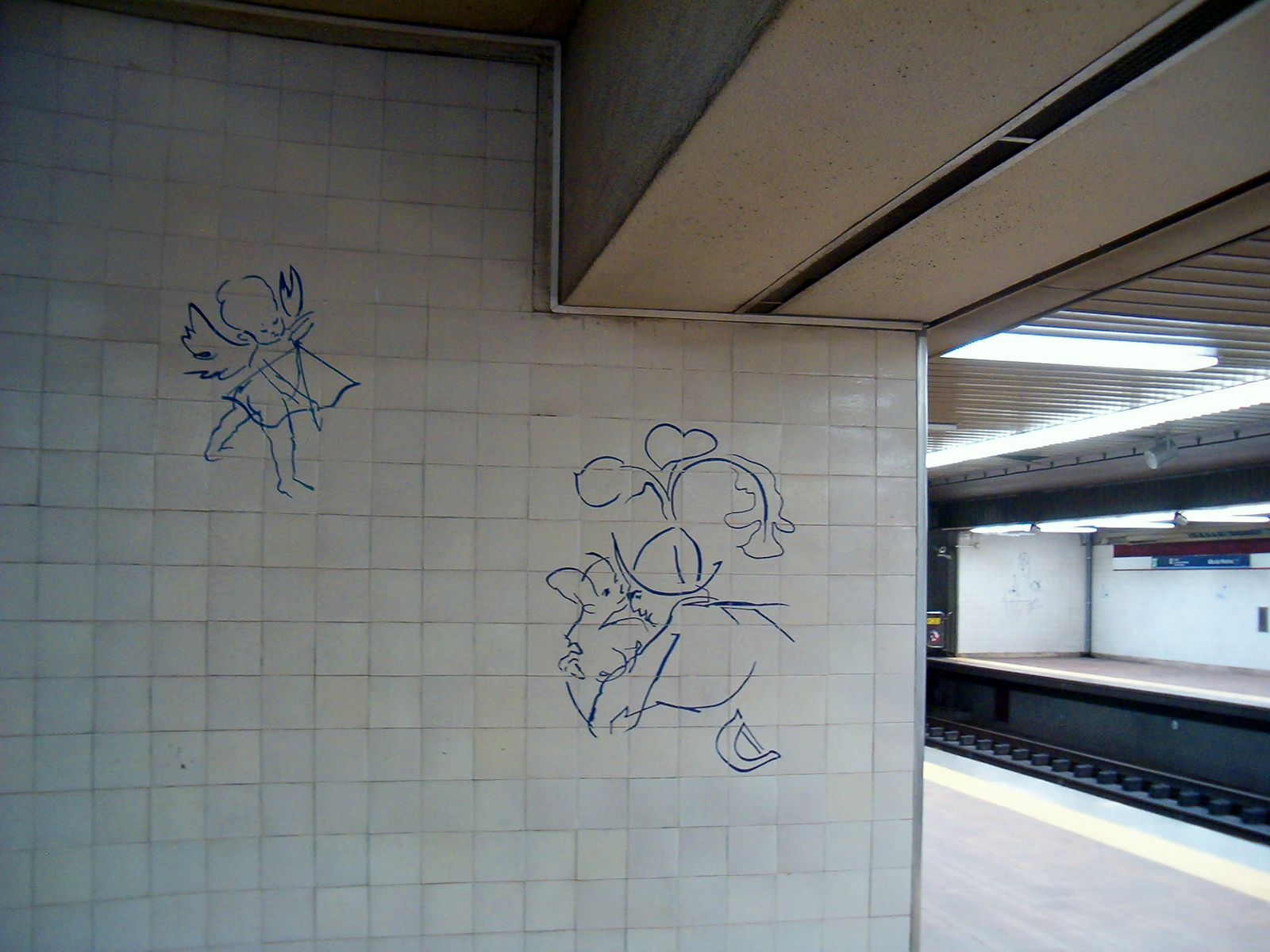
Декорація стін
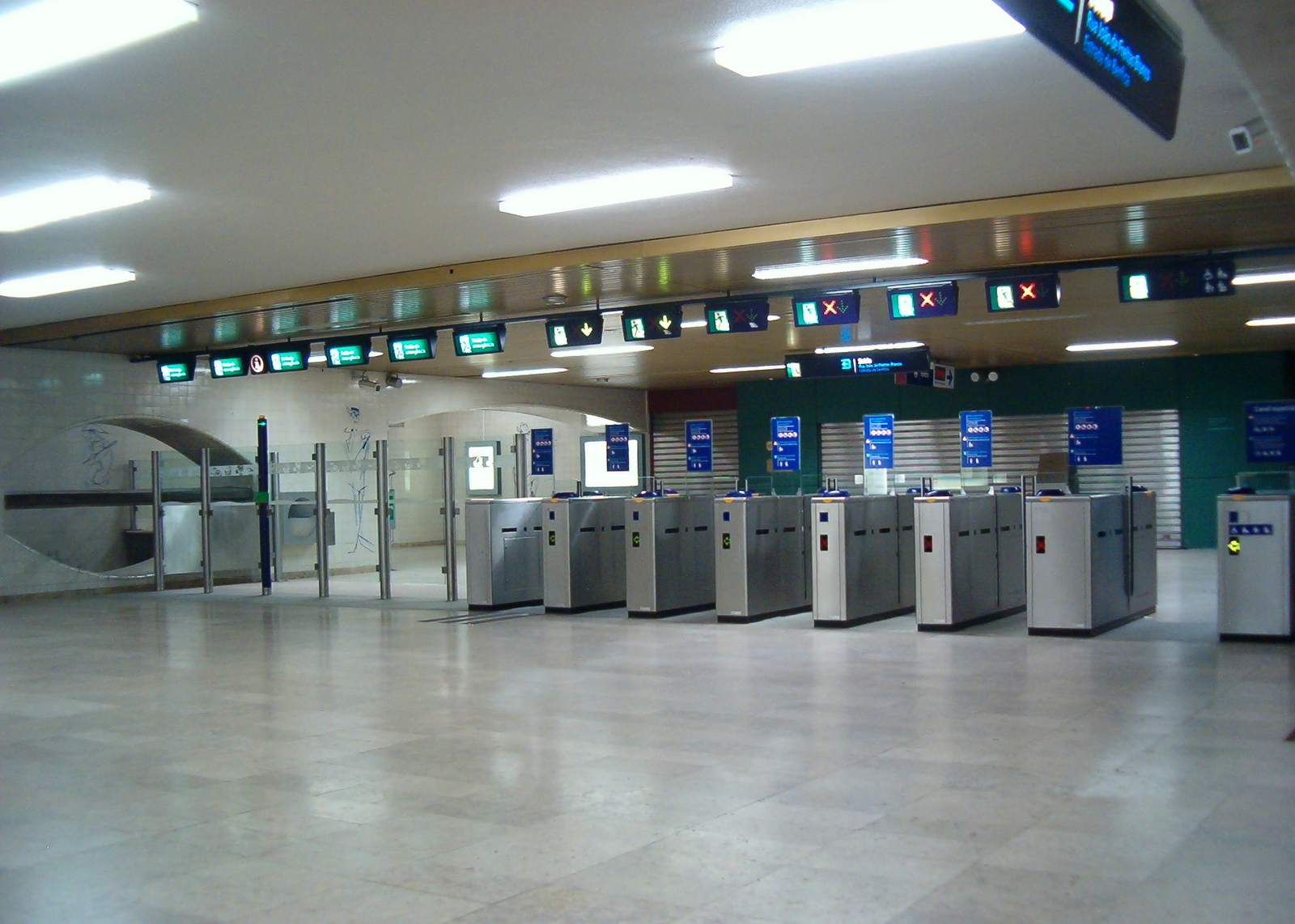
Пропускні турнікети на станції
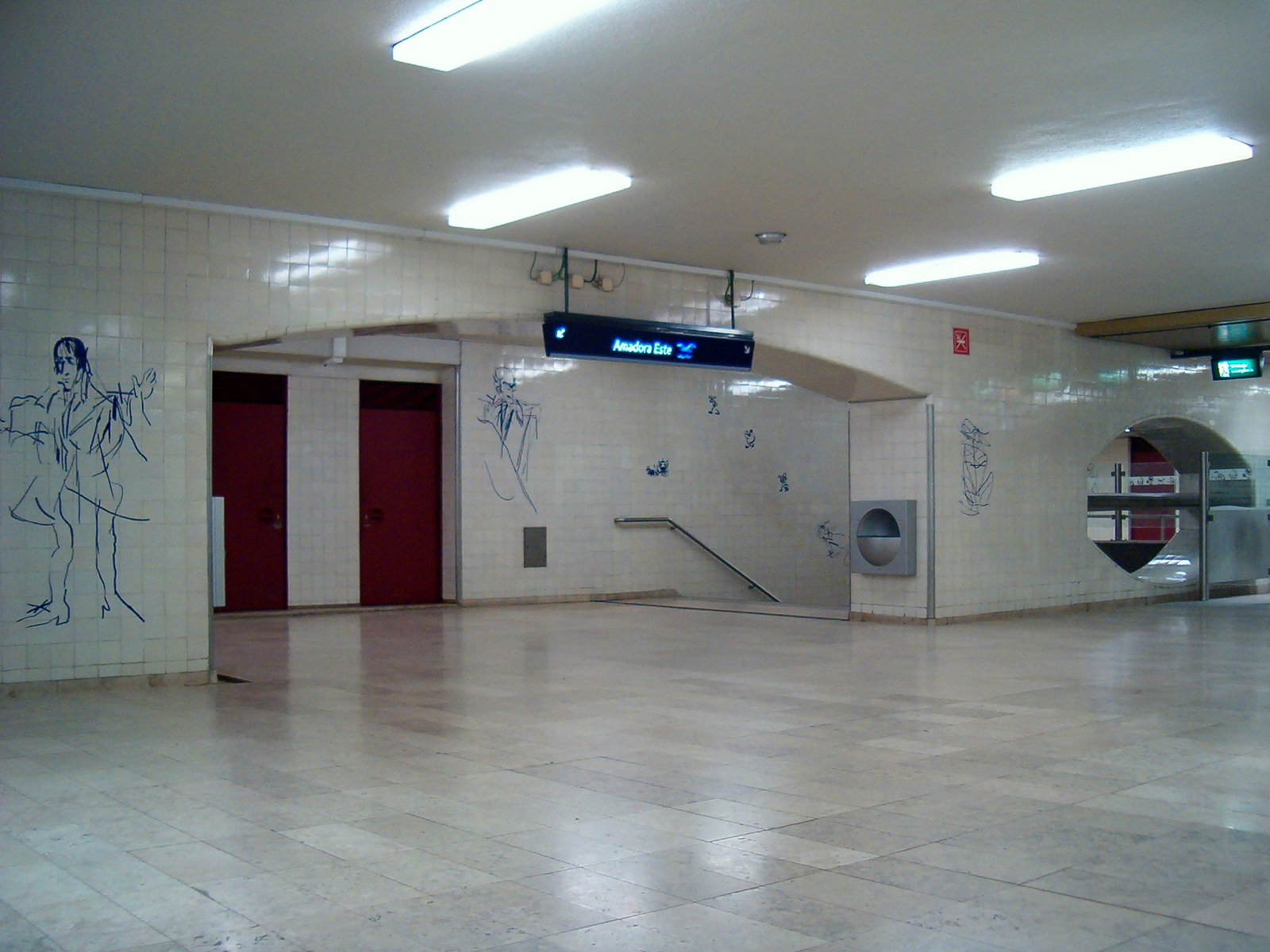
Вестибюль станції
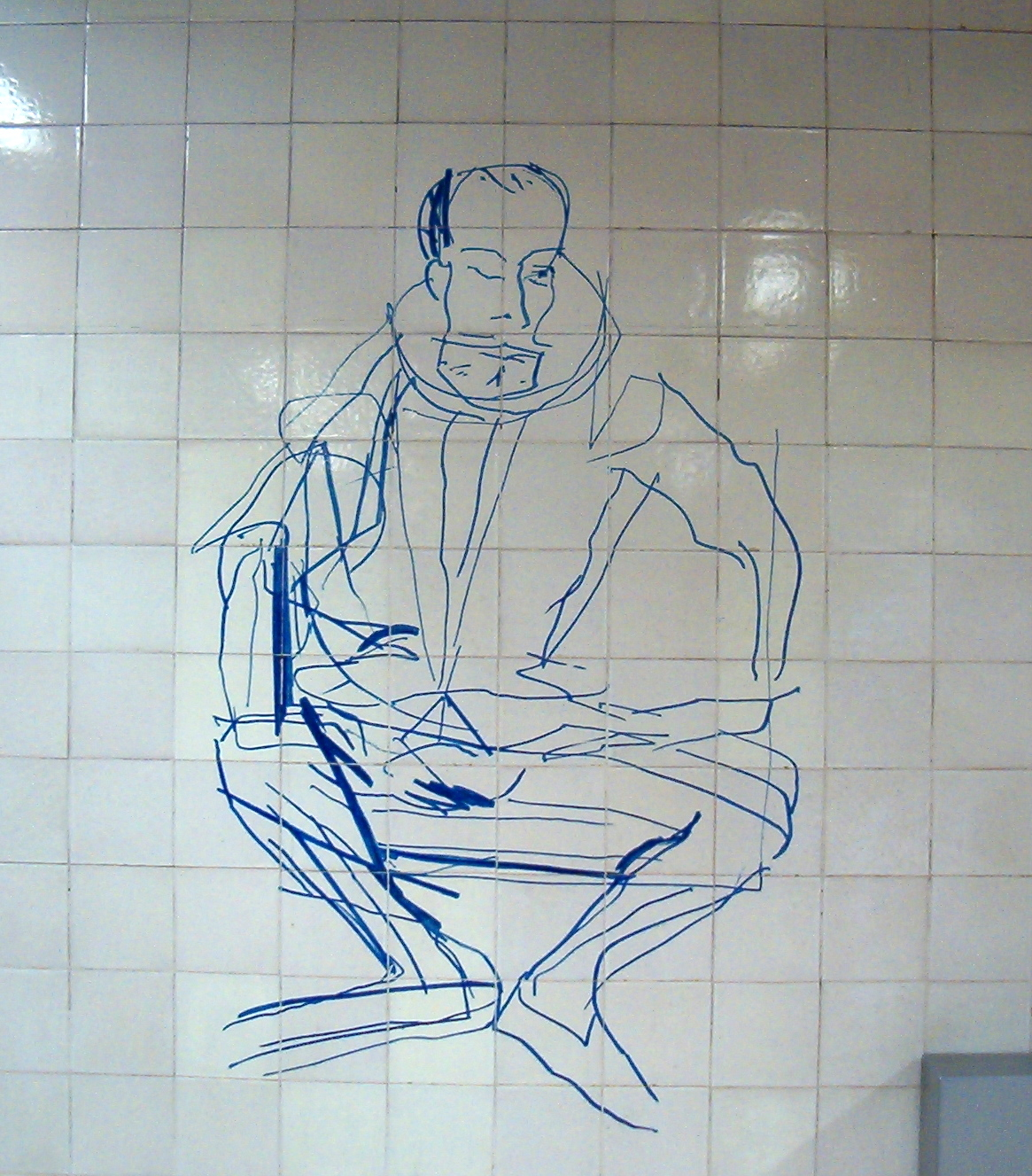
Декорація стін
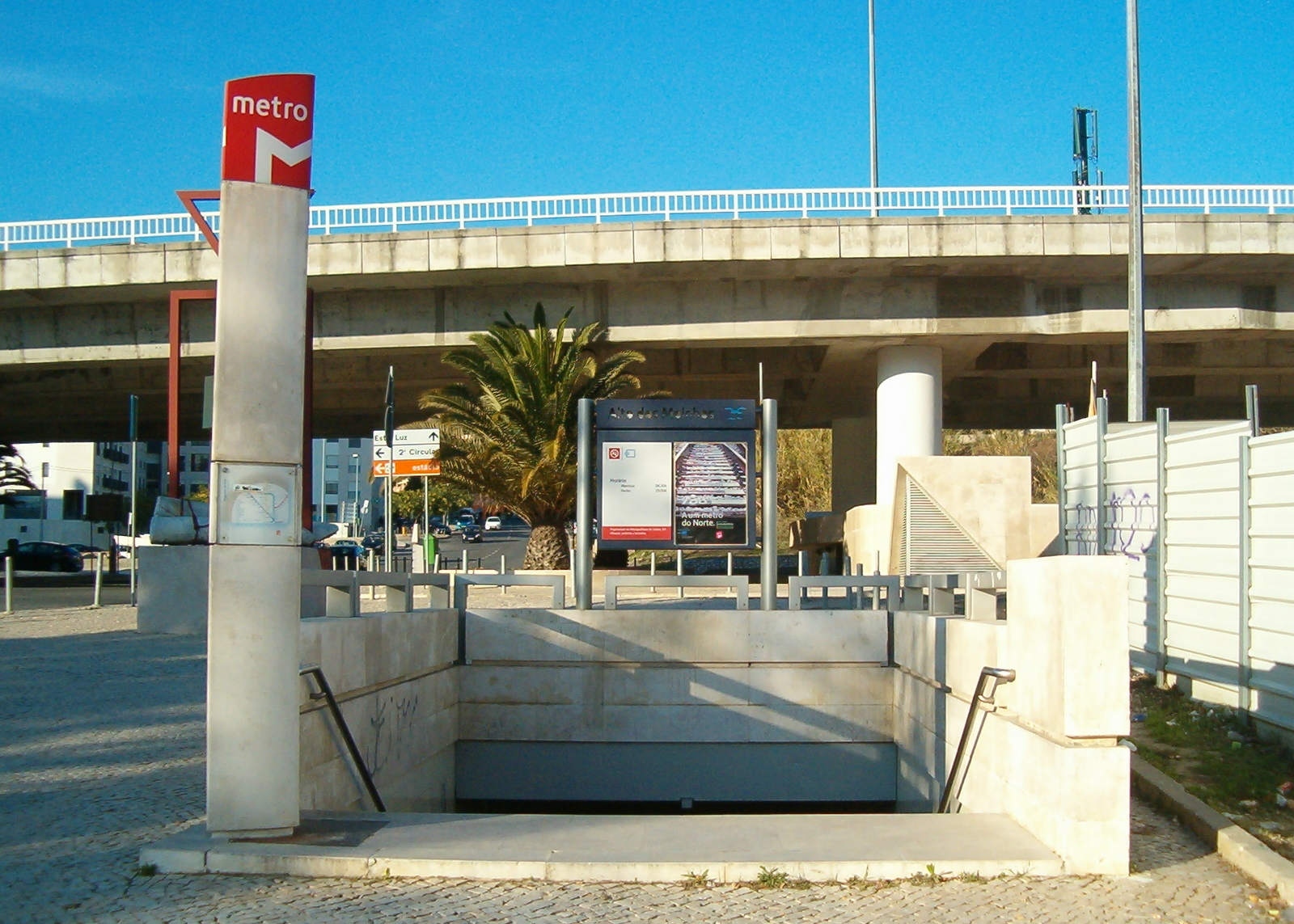
Спуск до станції з вулиці